# Amphilaphis regularis
Amphilaphis regularis är en korallart som beskrevs av Wright och Studer 1889. Amphilaphis regularis ingår i släktet Amphilaphis och familjen Primnoidae. Inga underarter finns listade i Catalogue of Life.